# Aix-Marseille Dockers
 (août 2011).
Si vous disposez d'ouvrages ou d'articles de référence ou si vous connaissez des sites web de qualité traitant du thème abordé ici, merci de compléter l'article en donnant les références utiles à sa vérifiabilité et en les liant à la section « Notes et références ».
L'Association provençale de football australien, également connu sous le nom d'Aix-Marseille Dockers, est un club français de football australien, basé sur l'agglomération d'Aix-Marseille depuis 2010.

## Historique
Les Dockers d'Aix-Marseille ont vu le jour en septembre 2010 grâce au travail de Jehan-Bernard Marginedes, Julien Cappa et Luke Tammer. La création du club a été officialisée en octobre 2010 sous le nom d'Association provençale de football australien.
Deux mois après les premiers entrainements, l'équipe, composée majoritairement de jeunes débutants, participe à ses premiers matchs officiels lors de la Coupe méditerranéenne le 20 novembre 2010 à Toulouse.
Les Dockers participent au championnat de France de football australien à partir de la saison 2010/2011, puis à la Coupe de France en octobre 2011 à Paris, où les Dockers se classent 5e et remportent le trophée du Fair-Play.
Lors de la saison 2012/2013 les Dockers ont reçu l'organisation de la Coupe du Sud qui se déroulera le 16 février 2013 à Marseille

## Partenariat
Le club professionnel des Fremantle Dockers, évoluant dans l'Australian Football League (AFL), est le partenaire des Aix-Marseille Dockers. Il leur fournit tenues de matchs, équipements et logo.

## Effectif actuel (2010-2011)

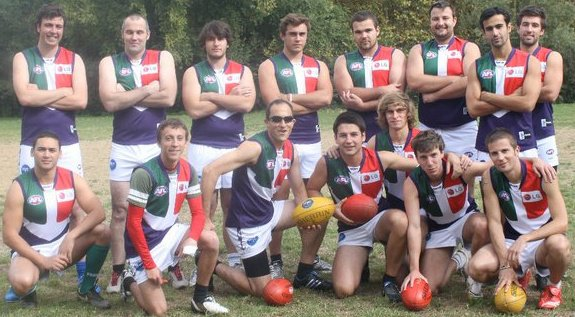
L'équipe des Aix-Marseille Dockers en octobre 2010

| Numéro | Joueur                   | Nationalité             | Poste            |
| -      | Bonfillon Nicolas        | Drapeau de la France    | Half-Back        |
| 21     | Brady Kevin              | Drapeau de l'Irlande    | Follower         |
| 22     | Cappa Julien             | Drapeau de la France    | Follower         |
| -      | Corcoran Odran           | Drapeau de l'Irlande    | Follower         |
| 19     | Di Giovanni Sylvain      | Drapeau de la France    | Half Back        |
| 28     | Doutre Cyril             | Drapeau de la France    | Full Back        |
| 44     | Ingleton Tristan         | Drapeau de la France    | Half Forward     |
| 27     | King Tom                 | Drapeau de l'Angleterre | Follower         |
| 26     | Marginèdes Jehan-Bernard | Drapeau de la France    | Coupeur d'orange |
| -      | Milazzo Arthur           | Drapeau de la France    | Half Forward     |
| 34     | Müller Rowold Noé        | Drapeau de la France    | Follower         |
| 19     | Peyre Samuel             | Drapeau de la France    | Half Back        |
| -      | Queinec Ronan            | Drapeau de la France    | Half Back        |
| -      | Standing James           | Drapeau de l'Angleterre | Ruck             |
| -      | Tammer Luke              | Drapeau de l'Australie  | Follower/Coach   |
| 25     | Tastayre Nyls            | Drapeau de la France    | Full Back        |
| 20     | Wilkison Robert          | Drapeau de l'Australie  | Ruck             |
| 17     | Willemot Cedric          | Drapeau de la France    | Half Forward     |
| -      | Willemot Christophe      | Drapeau de la France    | Full Forward     |

## Staff
Depuis les premiers entrainement en juillet 2010, les entraînements sont pris en charge par l'Australien Luke Tammer, secondé par le Français Julien Cappa.
Le matériel d'entrainements a été gracieusement fourni par les Fremantle Dockers.

## Résultats
L'équipe des Aix-Marseille Dockers a affronté depuis sa création les équipes :
- Bordeaux Bombers
- Madrid Bears
- Perpignan Tigers
- Toulouse Hawks
- Paris Cockerels
- Montpellier Fire Sharks
- Cergy Coyotes

Coupe méditerranéenne 20 novembre 2010 à Toulouse :
Saison 2010/2011
| 20 novembre 2010      |        |                     |                                |
| Aix Marseille Dockers | 8 - 25 | Toulouse Crocodiles | Toulouse Coupe Méditerranéenne |
|                       |        |                     | Toulouse Coupe Méditerranéenne |

| 20 novembre 2010      |        |              |                                |
| Aix Marseille Dockers | 5 - 22 | Madrid Bears | Toulouse Coupe Méditerranéenne |
|                       |        |              | Toulouse Coupe Méditerranéenne |

| 20 novembre 2010      |         |                  |                                |
| Aix Marseille Dockers | 38 - 15 | Perpignan Tigers | Toulouse Coupe Méditerranéenne |
|                       |         |                  | Toulouse Coupe Méditerranéenne |

| 20 novembre 2010      |         |                  |                                |
| Aix Marseille Dockers | 15 - 23 | Bordeaux Bombers | Toulouse Coupe Méditerranéenne |
|                       |         |                  | Toulouse Coupe Méditerranéenne |

| 26 février 2011  |          |                       |                                       |
| Perpignan Tigers | 129 - 53 | Aix-Marseille Dockers | Saint-Génis-des-Fontaines Championnat |
|                  |          |                       | Saint-Génis-des-Fontaines Championnat |

| 12 mars 2011   |         |                       |                      |
| Toulouse Hawks | 100 - 0 | Aix-Marseille Dockers | Toulouse Championnat |
|                |         |                       | Toulouse Championnat |

| 26 mars 2011          |         |                |                    |
| Aix-Marseille Dockers | 100 - 0 | Toulouse Hawks | Istres Championnat |
|                       |         |                | Istres Championnat |

| 14 mai 2011           |          |                  |                    |
| Aix-Marseille Dockers | 126 - 45 | Perpignan Tigers | Istres Championnat |
|                       |          |                  | Istres Championnat |

| 16 avril 2011         |          |                 |                                                 |
| Aix-Marseille Dockers | 38 - 171 | Paris Cockerels | Perpignan Phase finale du championnat de France |
|                       |          |                 | Perpignan Phase finale du championnat de France |

L'équipe termine donc à la 4e place du championnat pour sa première saison. Pour la saison suivante, l'objectif du club est de progresser avec la continuité de l’entraîneur et de l'équipe dirigeante, ainsi que d'augmenter l'effectif du club avec la présence au Vittal Sport au Decathlon Bouc Bel Air les 10 et 11 septembre 2011

## Palmarès
- Coupe de France
  - Trophée du Fair-Play (1) : 2011